# Био—Саваров закон
Био—Саваров закон је физички закон са применом у електромагнетизму. Закон описује магнетско поље које се успоставља око константне густине струје. У скорије време, захваљујући једноставној аналогији између магнетостатике и динамике флуида, закон је нашао примену у прорачунавању брзине ваздуха у аеродинамичким системима. Закон је добио име по Жан-Баптист Биоту и Феликс Саварту који су открили ову релацију 1820, године.
Био—Саваров закон је темељ магнетостатике исто као што је и Кулонов закон у електростатици. Био—Саваров закон произилази из Лоренцових трансформација електричног поља тачкастог наелектрисања, које резултују магнетским пољем, и у потпуној је сагласности са Амперовим законом, исто као што је и Кулонов закон сагласан са Гаусовим законом.
Ако дефинишемо диференцијални елемент струје
{\displaystyle Id\mathbf {l} }
онда је одговарајући диференцијални елемент магнетског поља
{\displaystyle d\mathbf {B} ={\frac {\mu _{0}}{4\pi }}{\frac {Id\mathbf {l} \times \mathbf {\hat {r}} }{r^{2}}}}
где је
{\displaystyle I\mathbf {} } струја, мерена у амперима
{\displaystyle d\mathbf {l} } диференцијал вектора дужине кроз који тече струја
{\displaystyle \mathbf {\hat {r}} } јединични вектор од елемента струје до тачке поља
{\displaystyle r\mathbf {} } растојање од елемента струје до тачке поља

## Једначине

### Струје дуж затворене контуре
Био—Саваров закон се користи за прорачунавање резултантне јачине магнетног поља B на позицији r које настаје услед деловања струје I (нпр. у жици). Проток наелектрисања се сматра константним, не акумулира се нити смањује у току времена. Закон је физички приказ интеграла дуж линије који се разматра дуж путање C којом пролази струја. Једначина је дата у СИ јединицама.
| {\displaystyle \mathbf {B} ={\frac {\mu _{0}}{4\pi }}\int _{C}{\frac {Id\mathbf {l} \times \mathbf {r} }{\|\mathbf {r} \|^{3}}}} |
где је r вектор од елемента на делу жице до тачке где се рачуна магнетно поље и {\displaystyle \mathbf {\hat {r}} } је јединични вектор од r. Користећи јединични вектор {\displaystyle \mathbf {\hat {r}} }, једначина може да се запише у облику:
{\displaystyle \mathbf {B} ={\frac {\mu _{0}}{4\pi }}\int _{C}{\frac {Id\mathbf {l} \times \mathbf {\hat {r}} }{|\mathbf {r} |^{2}}}}
где је dl вектор чији је интензитет једнак дужини инфинитезималног елемента жице, у смеру струје кроз жицу, и μ0 је магнетна пермеабилност. Подебљани симболи означавају интензитет вектора.
Интеграција се углавном врши по затвореној контури, пошто електрична струја може да путује само кроз затворене контуре. Бесконачно дуга жица (која се користи у СИ дефиницији електричне струје - Ампер) је контра пример.
Да би се употребила ова једначина, тачка у простору где се рачуна јачина магнетног поља је изабрана случајним избором. Задржавајући положај те тачке фиксним, линијски интеграл дуж путање електричне струје се рачуна како би се израчунало укупно магнетно поље у тој тачки. Примена овог закона се имплицитно ослања на принцип суперпозиције за магнетна поља, тј. на чињеницу да је магнетно поље векторски збир поља која су настала услед проласка струје кроз инфинитезимално мале делове жице. Принцип суперпозиције важи за електрична и магнетна поља зато што су она решења за скуп линеарно диференцијалних једначина, као што су Максвелове једначине, где је струја један од основних термина.

### Електричне струје кроз проводне запремине
Формулација дата изнад функционише добро када струја може да се апроксимира као струја која пролази кроз бесконачно танку жицу. Ако струја пролази кроз проводник који има неку дебљину, одговарајућа формулација Био—Саваровог закона (у СИ јединицама) би гласила:
| {\displaystyle \mathbf {B} ={\frac {\mu _{0}}{4\pi }}\iiint _{V}\ {\frac {(\mathbf {J} \,dV)\times \mathbf {r} }{r^{3}}}} |
или еквивалентно
{\displaystyle \mathbf {B} ={\frac {\mu _{0}}{4\pi }}\iiint _{V}\ {\frac {(\mathbf {J} \,dV)\times \mathbf {\hat {r}} }{r^{2}}}}
где је dV инфинитезимално мали елемент запремине и J је вектор густина струје у тој запремини.
У овом случају, интеграција се врши над запремином проводника.
Био—Саваров закон је основни закон магнетостатике, који има сличну улогу као Кулонов закон у електростатици. Када магнетостатика не може да се примени на решавање проблема, Био—Саваров закон треба заменити Јефименковим једначинама.

### Константна и униформна струја
У специјалном случају константне струје I, магнетно поље B једнако је
{\displaystyle \mathbf {B} ={\frac {\mu _{0}}{4\pi }}I\int _{C}{\frac {d\mathbf {l} \times \mathbf {\hat {r}} }{r^{2}}}}
тј. струја може да изађе из интеграла.

### Тачкасто наелектрисање константне брзине
У случају тачкастог наелектрисања q које се креће константном брзином v, Максвелове једначине дају следеће изразе за електрично и магнетно поље.
{\displaystyle \mathbf {E} ={\frac {q}{4\pi \epsilon _{0}}}{\frac {1-v^{2}/c^{2}}{(1-v^{2}\sin ^{2}\theta /c^{2})^{3/2}}}{\frac {\mathbf {\hat {r}} }{r^{2}}}}
{\displaystyle \mathbf {B} =\mathbf {v} \times {\frac {1}{c^{2}}}\mathbf {E} }
где је r̂ вектор који је усмерен од тренутне позиције честице до тачке где се мери магнетно поље, и θ је угао између v и r
Када је v2 ≪ c2, електрично и магнетно поље се могу апроксимирати као
{\displaystyle \mathbf {E} ={\frac {q}{4\pi \epsilon _{0}}}\ {\frac {\mathbf {\hat {r}} }{r^{2}}}}
{\displaystyle \mathbf {B} ={\frac {\mu _{0}q\mathbf {v} }{4\pi }}\times {\frac {\mathbf {\hat {r}} }{r^{2}}}}
Ове једначине се зову „Био—Саваров закон за тачкасто наелектрисање“, јер су аналогне стандардној форми Био—Саваровог закона која је раније приказана. Ове једначине су први пут добијене 1888. године од стране Оливера Хевасајда.

## Примене закона на магнетне одзиве
Био—Саваров закон може да се користи за калкулацију магнетних одзива чак и на атомском или молекуларном нивоу, под условом да је могуће израчунати густину струје из квантно механичких једначина или теорије.

## Примена у аеродинамици
Био—Саваров закон се такође користи у теорији аеродинамике, за израчунавање брзина које потичу од вртложења.
У аеродинамичкој примени, улога брзине вртлога(вортекса) и струје је обрнута у односу на примене у магнетици.
У Максвеловом раду из 1861. године 'О физичким линијама силе', магнетно поље јачине H је директно изједначено са брзином вортекса (спином), где је B јачина вртложења. Максвел је разматрао магнетну пермеабилност μ као меру густине вртложења. Одатле однос,
1. Магнетски индукована струја
{\displaystyle \mathbf {B} =\mu \mathbf {H} }
је у основи ротирајућа аналогија односу линеарних електричних струја,
2. Електрична струја конвекције
{\displaystyle \mathbf {J} =\rho \mathbf {v} }

где је ρ густина наелектрисања. B је посматрано као врста магнетских струја вртлога који су поравнати по својој аксијалној равни, а H је била обимна брзина вртлога.

Једначина електричних струја може бити посматрана као конвективна струја наелектрисања која укључује линеарно кретање. По аналогији, магнетна једначина је индуктивна струја која укључује спин. Не постоји линеарно кретање у индуктивној струји дуж B вектора. Магнетно индукована струја представља линије силе. Тачније, представља линије закона инверзног квадрата силе.
У аеродинамици, индуковане струје ваздуха формирају калеме око осе вртлога које имају улогу електричних струја у магнетизму. Ово ставља ваздушне струје у исту улогу као и магнетни вектор индукције B у електромагнетизму.
У електромагнетизму, B линије формирају прстене у облику калема око електричних струја, док у аеродинамици, ваздушне струје формирају прстене у облику калема око осе вртлога.
Зато у електромагнетизму, вртлог игра улогу ефекта, док у аеродинамици, вртлог има улогу узрока. Ипак када погледамо линије B саме за себе, видимо тачан аеродинамички сценарио, тако да B представља осу вртлога и H представља обимну брзину као и у Максвеловом раду из 1861. године.
У две димензије, за вртлог бесконачно велике дужине, индукована брзина у тачки је дата са
{\displaystyle v={\frac {\Gamma }{2\pi r}}}
где је Γ снага вртлога и r је раздаљина под правим углом између тачке и линије вртлога.
Ово је гранични случај формуле за сегменте вртлога ограничене дужине:
{\displaystyle v={\frac {\Gamma }{4\pi r}}\left[\cos A-\cos B\right]}
где су A и B углови између линије и два краја сегмента.

## Био—Саваров закон, Амперов закон и Гаусов закон електромагнетизма
Магнетно поље B које се добија из Био—Саваровог закона ће увек задовољити Амперов и Гаусов закон магнетизма.
| Кратак приказ доказа да ће магнетно поље које се израчунава помоћу Био—Саваровог закона увек задовољити Гаусов закон магнетизма и Амперов закон. |
| --- |
| Почевши од Био—Саваровог закона: {\displaystyle \mathbf {B} (\mathbf {r} )={\frac {\mu _{0}}{4\pi }}\iiint _{V}d^{3}r'\mathbf {J} (\mathbf {r} ')\times {\frac {\mathbf {r} -\mathbf {r} '}{\|\mathbf {r} -\mathbf {r} '\|^{3}}}} Замењујући релацију {\displaystyle {\frac {\mathbf {r} -\mathbf {r} '}{\|\mathbf {r} -\mathbf {r} '\|^{3}}}=-\nabla \left({\frac {1}{\|\mathbf {r} -\mathbf {r} '\|}}\right)} и користећи чињеницу да J не зависи од координата, ова једначина може да се напише као {\displaystyle \mathbf {B} (\mathbf {r} )={\frac {\mu _{0}}{4\pi }}\nabla \times \iiint _{V}d^{3}r'{\frac {\mathbf {J} (\mathbf {r} ')}{\|\mathbf {r} -\mathbf {r} '\|}}} Пошто је дивергенција увојка увек нула, ово поставља Гаусов закон магнетизма. Следеће, узимајући увојак са обе стране, и користећи формулу за завијеност увојка, и опет користећи чињеницу да J не зависи од координата, добија се резултат {\displaystyle \nabla \times \mathbf {B} ={\frac {\mu _{0}}{4\pi }}\nabla \iiint _{V}d^{3}r'\mathbf {J} (\mathbf {r} ')\cdot \nabla \left({\frac {1}{\|\mathbf {r} -\mathbf {r} '\|}}\right)-{\frac {\mu _{0}}{4\pi }}\iiint _{V}d^{3}r'\mathbf {J} (\mathbf {r} ')\nabla ^{2}\left({\frac {1}{\|\mathbf {r} -\mathbf {r} '\|}}\right)} На крају, заменом у релације {\displaystyle \nabla \left({\frac {1}{\|\mathbf {r} -\mathbf {r} '\|}}\right)=-\nabla '\left({\frac {1}{\|\mathbf {r} -\mathbf {r} '\|}}\right),} {\displaystyle \nabla ^{2}\left({\frac {1}{\|\mathbf {r} -\mathbf {r} '\|}}\right)=-4\pi \delta (\mathbf {r} -\mathbf {r} ')} (где је δ Диракова делта функција), користећи чињеницу да је дивергенција J једнака нули (по претпоставкама магнетостатике), и вршећи интеграцију, добија се резултат {\displaystyle \nabla \times \mathbf {B} =\mu _{0}\mathbf {J} } тј. Амперов закон (без Максвелових корекција, заменске струје). |